# Нідерландська дослідницька школа з астрономії
Нідерландська дослідна школа з астрономії (нід. Nederlandse Onderzoekschool voor Astronomie, NOVA, англ. Netherlands Research School for Astronomy) — аспірантура, що спеціалізується в галузі астрономії, розташована в Нідерландах. Ця аспірантура була заснована в 1992 році.

## Організація
Нідерландська дослідницька школа з астрономії (NOVA) була створена як партнерство таких установ:
- Астрономічний інститут Антона Паннекука (Амстердамський університет),
- Астрономічний інститут Каптейна (Гронінгенський університет),
- Лейденська обсерваторія (Лейденський університет)
- Радбудський університет в Неймегені

Астрономічний інститут Утрехтського університету також був частиною NOVA до його закриття в 2012 році.
Три найвідоміші дослідницькі установи, з якими аспірантура співпрацює на міжнародному рівні, це Товариство Макса Планка, Гарвардський університет і Гарвард-Смітсонівський астрофізичний центр.
Астрономи NOVA широко використовують можливості Європейської південної обсерваторії, особливо Дуже великий телескоп і Великий міліметровий масив Атаками. Значна частина проєктів, у яких бере участь NOVA, спрямована на ці інструменти, а також на майбутній Надзвичайно великий велескоп. NOVA також допомагає фінансувати проєкти нових телескопів, наприклад Африканський міліметровий телескоп.
З 2007 року науковим директором аспірантури є Евайн ван Дішок, а з 2017 року Губ Рьотгерінг є головою правління.

## Діяльність
Аспірантура ставить на меті проведення передових астрономічних досліджень та навчання молодих астрономів на високому міжнародному рівні. Зокрема, вона займається розподілом державного фінансування серед аспірантів.
Аспіранти NOVA працюють за трьома основними напрямами:
- Походження та еволюція галактик від великого вибуху до сьогодення
- Утворення та еволюція зір і планет
- Астрофізика нейтронних зір і чорних дір

NOVA також організовує щорічну осінню школу, в якій хоча б раз бере участь кожен її аспірант. 
Також NOVA займається донесенням результатів астрономічних досліджень до преси, широкої громадськості, учнів початкової та середньої шкіл. Вона має три надувні мобільні планетарії, які щорічно відвідують приблизно 200 шкіл, охоплюючи близько 30000 учнів на рік.